# Krypto the Superdog
Krypto the Superdog (br/pt: Krypto, o Supercão) é uma série de desenho animado estadunidense e canadense dirigida por Scott Jeralds e produzido pela Warner Bros. Animation e DC Comics. A série foi baseado no personagem da DC Comics Krypto. A série se estreou de aires a as 9:00 a.m. ET/PT tempo em 25 de março de 2005 em Cartoon Network nos Estados Unidos.
Uma série de quadrinhos (com base no programa de TV) foi publicada pela DC Comics sob o selo de Johnny DC, que durou seis edições, de 25 de março de 2005 a 15 de dezembro de 2006. O programa foi concebido primeiramente para as crianças.

## Enredo
À medida que o planeta Krypton está prestes a ser destruído, o pai do Superman, Jor-El, faz uma nave e coloca um cachorro branco chamado Krypto nele para um voo de teste para ver se é seguro o suficiente para viagens interestelares. Enquanto a bordo da nave, Krypto acidentalmente destrói vários fios e faz com que a nave o coloque em um sono profundo enquanto ela o guia para a Terra.
Após o desembarque na Terra, Krypto é um cão totalmente crescido, dotado de superpoderes semelhantes aos do Super-Homem (já que todos os Kryptonianos ganham superpoderes pela exposição a um sol amarelo, como o sol da Terra). Mais tarde, Krypto é adotado por Kevin Whitney, um menino de 9 anos de idade, com quem Super-Homem arranja para ele ficar. Krypto finge ser um cão normal, enquanto vivia com a família de Kevin, mas adota a identidade secreta de "Supercão" por seus atos heroicos; Kevin está consciente da "dupla identidade" de Krypto, mas o resto de sua família não.
Nesta série, os diversos animais, incluindo Krypto, são capazes de falar uns com os outros, mas não aos seres humanos, exceto por Kevin (que é capaz de se comunicar com Krypto e com os outros animais graças a um tradutor universal que Kevin usa, conhecido como um comunicador intergalático) e, claro, os telespectadores. Também participa os amigos caninos ou animais,correspondente aos seus donos: Ace, o Batcão (Batman), Rajado, o Supergato (Supergirl), as hienas Bud e Lou (Coringa), a gata Isis (Mulher-Gato), Artie o Papagaio do Mar, Griff o Abutre e Waddles o Pinguim (aves treinadas do Pinguim) a iguana,Ignatius (Lex Luthor), e a Legião de Super Heróis Caninos (Liga da Justiça).

## Elenco
- Krypto - Marcelo Garcia
- Rajado - Clécio Souto
- Batcão - Duda Espinoza
- Kevin - Luciano Monteiro
- Cãobo - Ronalth Abreu
- Mãe do Kevin - Sylvia Salustti
- Pai do Kevin - Ettore Zuim
- Irmã do Kevin - Marisa Leal
- Andrea - Christiane Monteiro / Ana Lúcia Menezes
- Brainy Barker - Maíra Góes
- Mamute Mutt - Miriam Ficher
- Tail Terrier - José Luiz Barbeito
- Tusky Husky - Sérgio Stern
- Bulldog - Ronaldo Júlio
- Hot Dog - Luiz Sérgio Vieira
- Paw Pooch - Sousa da Marquez
- Stretch-O-Mutt - Joel Vieira
- Artie - Luiz Sérgio Vieira

- Griff - Ronaldo Júlio
- Waddles - Duda Espinoza
- Delilah - Gabriela Rodrigues
- Bud - José Luiz Barbeito
- Lou - Daniel Peixoto
- Isis - Isis Koschdoski
- Snooky Wookums- Iara Riça

- Mecanicat - Walmir Barbosa
- Ignacius - Ronaldo Júlio
- Jimmy o Rato - Gustavo Nader
- Princesa - Rosane Corrêa
- Rangido - Charles Emmanuel
- Clark Kent / Kal-El / Superman - Guilherme Briggs